# Masanobu Fukuoka
Masanobu Fukuoka (福岡正信?, Fukuoka Masanobu; Iyo, 2 febbraio 1913 – Iyo, 16 agosto 2008) è stato un botanico e filosofo giapponese, pioniere dell'agricoltura naturale o del non fare, autore di diverse pubblicazioni e libri, fra i quali La rivoluzione del filo di paglia e The Natural Way of Farming, è stato soggetto di documentari televisivi e interviste.
Le sue influenze vanno oltre le tecniche dell'agricoltura, passando per cibo e stile di vita. Era un esplicito sostenitore del valore dell'osservanza dei principi della natura..

## Biografia

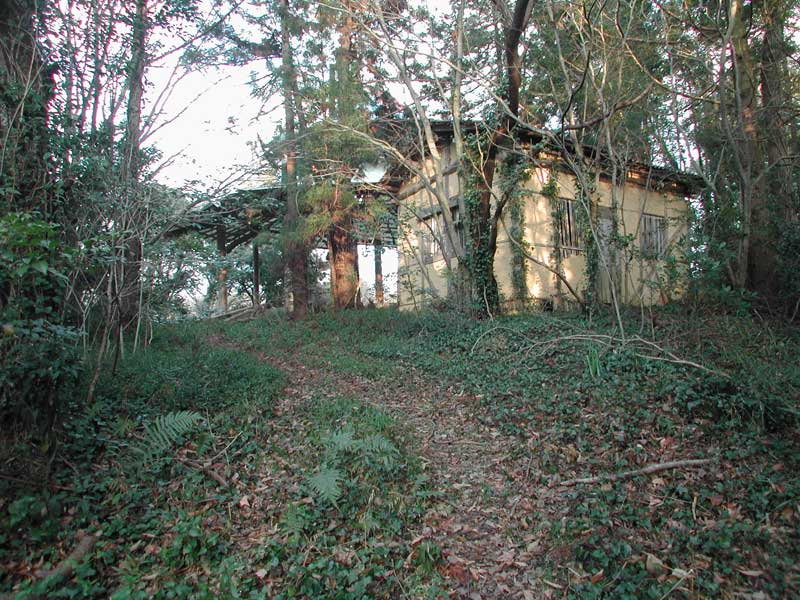
La collina della fattoria di Fukuoka, a Iyo, nella prefettura di Ehime

Istruitosi come microbiologo del suolo alla facoltà di Biologia, in Giappone, ha iniziato la sua carriera come scienziato del suolo, specializzandosi nelle patologie delle piante.
Sostiene di aver cominciato, a 25 anni, a mettere in dubbio i preconcetti della scienza dell'agricoltura. Tuttavia non ha mai formalizzato a quali preconcetti si riferisse né portato dimostrazioni a supporto dei propri dubbi. Quindi, lasciò il suo posto come ricercatore , tornò nella fattoria della sua famiglia nella isola di Shikoku nel Giappone del sud per coltivare mandarini, iniziando a dedicarsi allo sviluppo di un sistema di agricoltura a suo avviso biologica ed ecocompatibile. L'obiettivo della sua ricerca è stato minimizzare il più possibile gli interventi dell'uomo, limitandosi ad accompagnare un processo largamente gestito dalla natura e rifiutando le tecniche agricole da lui considerate tradizionali e moderne.

### Filosofia
Da un punto di vista filosofico, il metodo di Fukuoka si ispira al concetto del Mu, approssimativamente tradotto con “senza” o anche “nessuno”, il quale è il nucleo dell'insegnamento del Buddhismo Zen. Fukuoka si riferiva, infatti, alle sue pratiche di coltivazione come “agricoltura del Mu”. Per lo Zen l'Universo è in un costante flusso di cambiamento, in cui ogni cosa avviene spontaneamente. Per questo, si ritiene che il miglior modo di agire sia "senza” agire, lasciando libero il campo a quel "meccanismo di autoregolazione che può manifestarsi soltanto se non gli si fa violenza", come si può ben notare in particolare nell'agricoltura, la quale obbedisce a orologi interni ed esterni, atmosferici, e il cui vero motore è la Natura. Tali concetti non trovano riscontro nelle evidenze scientifiche secondo cui l'egro-ecosistema, pur essendo un ecosistema, è gestito in maniera tale da poter fornire prodotto utile auspicabilmente con il minimo impatto.

### Tecniche

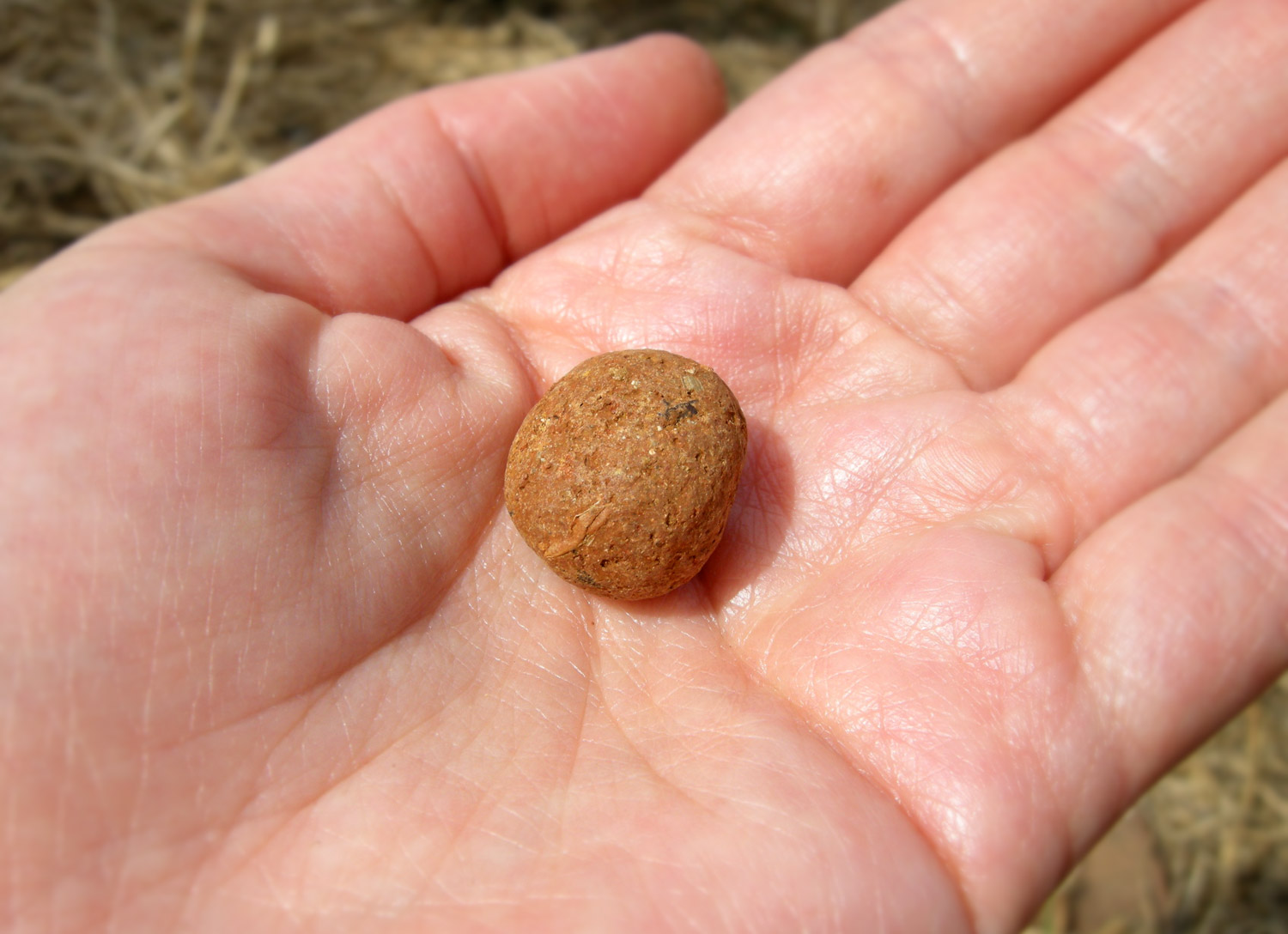
Impasto di semi e argilla, per la semina secondo le tecniche di Fukuoka

Nell'essenza, il metodo di Fukuoka tenta di riprodurre quanto più fedelmente le condizioni che lo stesso definisce naturali. Il terreno non viene arato e la germinazione avviene direttamente in superficie, dopo aver mescolato i semi, se necessario, con argilla e fertilizzante (questo consente di ridurre il numero di semi necessari, sebbene la pratica non sia affatto naturale). Nel terreno intatto, dove idealmente sono state fatte crescere piante poco invadenti che fissano l'azoto atmosferico (ossia le leguminose), o che possano contribuire a stabilizzare il terreno e ridurre lo sviluppo di infestanti, viene altresì coltivata simultaneamente una ulteriore specie vegetale. Animali antagonisti vengono introdotti per combattere infestazioni (ad esempio carpe, insettivoro nelle coltivazioni di riso, o anatre per combattere le lumache). Al terreno deve essere restituito quanto più possibile di ciò che ha prodotto, quindi l'agricoltore deve cogliere esclusivamente i frutti e lasciare sul campo tutti gli scarti e le rimanenze della coltivazione, che fungeranno da pacciamatura.
Il terreno rimane sempre coperto, riducendo così l'impoverimento per erosione superficiale, e la parte aerea delle piante annuali, dopo il raccolto, deve essere utilizzata per una pacciamatura.

### Risultati
Secondo le affermazioni dello stesso Fukuoka, il suo metodo di coltivazione è stato in grado di produrre, in Giappone, rese per ettaro simili a quelle medie ottenute con tecniche che si avvalgono dell'uso di composti di sintesi.
È stato fatto molto per adattare il suo metodo alle condizioni europee: tra i contributi, va ricordato quello del coltivatore francese Marc Bonfils e della coltivatrice spagnola Emilia Hazelip, da cui nasce l'Agricoltura Sinergica.

## Opere
- The One-Straw Revolution: An Introduction to Natural Farming, ISBN 0-87857-220-1
  - La rivoluzione del filo di paglia, Libreria Editrice Fiorentina ISBN 88-89264-02-0
- La fattoria biologica, Mediterranee ISBN 88-272-0102-5
- con Frédéric P. Métreaud, The Natural Way of Farming: The Theory and Practice of Green Philosophy, ISBN 0-87040-613-2
- Masanobu Fukuoka et al.,The Road Back to Nature: Regaining the Paradise Lost, ISBN 0-87040-673-6
- (a cura di Giannozzo Pucci) Lezioni italiane di Masanobu Fukuoka, Libreria Editrice Fiorentina, ISBN 978-88-89264-32-4
- La Rivoluzione di Dio della Natura e dell'Uomo, Libreria Editrice Fiorentina ISBN 978-88-6500-023-6